# Thomas Edvardson Juhlin
Thomas Edvardson Juhlin, född den 7 september 1945 fiskeläget–bondehamnen Kuggeboda utmed Blekingekusten. Författare, poet, kulturpedagog & fil.mag. 1964 sjömaskinist i Kalmar därefter till sjöss och efter värnplikten i flottan  bosätter han sig i Stockholm. I slutet av 1970-talet återvänder han till Hanöbukten och arbetar på Sjömansgården och som journalist för en rad tidningar och med egna texter för radion. Medlem i journalistförbundet 1981 och i Svenska författarförbundet 1987. Under åren 1998 till 2009 var han verksam i Malmö och läste till en filosofie magisterexamen i pedagogik & kulturvetenskap samtidigt som han arbetade som kulturpedagog på Malmö museer.
Under åren i Stockholm började Thomas Edvardson Juhlin publicera lyrik och noveller i en lång rad tidningar och litterära tidskrifter, samtidigt som han medverkade i antologierna: Grupp 74, Unga Diktare 1976, Till Havs 1984 m.fl.
1981 kom Karlshamnsbilder, 1986 Vi ses i Liverpool och 1994 Strandhugg i Blekinge.